# Plectris praecellens
Plectris praecellens är en skalbaggsart som beskrevs av Frey 1969. Plectris praecellens ingår i släktet Plectris och familjen Melolonthidae. Inga underarter finns listade i Catalogue of Life.